# Tex Gibbons
John Haskell "Tex" Gibbons (Elk City, 7 oktober 1907 – La Habra, 30 mei 1984) was een Amerikaans basketballer. Hij won met het Amerikaans basketbalteam als aanvoerder de gouden medaille op de Olympische Zomerspelen 1936.
Gibbons speelde voor Southwestern College of Winfield en de McPherson Oilers. Tijdens de Olympische Spelen speelde hij één wedstrijd mee in de tweede ronde. Gedurende deze wedstrijd scoorde hij 6 punten. Na zijn carrière als speler werd hij coach voor het team van UCLA.